# Fritz Jorde
Friedrich „Fritz“ August Jorde (* 25. Februar 1856 in Elberfeld (heute Stadtteil von Wuppertal); † 17. Januar 1941 in Wuppertal) war ein deutscher Lehrer, Lokalhistoriker und Verfasser von Reiseführern.

## Leben
Bis zu seiner Pensionierung 1921 war er Rektor der Katholischen Volksschule Deweerthstraße. Er leitete wiederholt die katholische Gesellschaft „Parlament“ als Vorsitzender und war Vorsitzender des Elberfelder Verkehrsvereins. Jorde war Träger des päpstlichen Ordens „Pro Ecclesia et Pontifice“. Sein 1933 veröffentlichtes Buch Zur Geschichte der Juden in Wuppertal gilt als Geste der Toleranz und Solidarität gegenüber der jüdischen Bevölkerung.

## Werke
- Johann Georg Breuer. Ein Lebensbild. Keller, Elberfeld 1897
- Bilder aus dem alten Elberfeld. Nach den Quellen entworfen. Baedeker, Elberfeld 1900, 2. Auflage 1907
- Geschichten der Schulen von Elberfeld. Martini und Grüttefien, Elberfeld 1903
- Zur Geschichte der Juden in Wuppertal. Bergland-Verlag, Wuppertal 1933

| Personendaten    | Personendaten                                                    |
| ---------------- | ---------------------------------------------------------------- |
| NAME             | Jorde, Fritz                                                     |
| ALTERNATIVNAMEN  | Jorde, Friedrich August; Jorde, Fritz August (Spitzname)         |
| KURZBESCHREIBUNG | deutscher Lehrer, Lokalhistoriker und Verfasser von Reiseführern |
| GEBURTSDATUM     | 25. Februar 1856                                                 |
| GEBURTSORT       | Elberfeld                                                        |
| STERBEDATUM      | 17. Januar 1941                                                  |
| STERBEORT        | Wuppertal                                                        |